# Python des roches
Le Python des roches (Rock Python) est un super-vilain appartenant à l'univers de Marvel Comics. Il est apparu pour la première fois dans Captain America #341, en 1988.

## Origines
Le criminel appelé Python des roches est un Sud africain nommé M'Gula.
Il fut recruté par la Vipère pour infiltrer la Société du serpent, tout comme Puff Adder, Fer-de-Lance, Black Racer et Coachwhip... 
Plus tard, les Déviants Ghaur et Llyra les engagèrent comme mercenaires. Le Python des roches fut envoyé avec Anaconda, Mamba Noir et Coachwhip dans l'Ohio retrouver un totem indien, où ils furent arrêtés par Colossus, Malicia et Havok.
On le revit à la vente d'arme organisée par l'A.I.M. sur l'île de Boca Caliente.
Il fut plus tard appréhendé par le SHIELD.

## Pouvoirs
- L'origine des pouvoirs du Python des roches est inconnue. Il pourrait être un mutant, ou un muté.
- Son corps, dur comme de la pierre, résiste aux armes à feu, à l'explosion d'une tonne de TNT, à une température de 500 °C, et aux grandes chutes.
- Au combat, il utilise des œufs métalliques qui propulsent des rubans d'acier à l'impact, pour piéger ses cibles. On l'a déjà vu utiliser d'autres types de gadgets, comme des œufs fumigènes, des capsules d'acide, de l'explosif ou des filaments tranchants.